# World Cyber Games
World Cyber Games（ワールドサイバーゲームズ、略称：WCG）は、世界中のeスポーツ選手が複数のゲームタイトルにおいて様々な競技を行う、国際的なeスポーツ大会。eスポーツオリンピックとしても知られ、オリンピックなどの伝統的なスポーツ大会に倣い、大会では開会式が行われ、金メダルや銀メダル、銅メダルを目指して様々な国の選手たちが競技する。WCGの新たな公式のモットーは「Beyond the game, More than Sport」。大会は毎年別の都市で開催されている。

## 概要
2011年の時点で、様々な国にディビジョンがあり、世界最大のeスポーツトーナメントであった。WCGはInternational Cyber MarketingのCEO、Yooseop Ohによって設立、サムスン電子による財政的な支援を受け、大会はeスポーツオリンピックとして考えられた。組織自体には公式のマスコットが存在し、オリンピックからヒントを得たロゴを使用していた。各参加国の組織は、WCG本戦における国の代表として最も適した選手を決める全国決勝戦の前に、地域レベルでの予選を実施した。すべての大会に観客席が設けられているが、インターネット上の動画共有サービスでも見ることができる。
トーナメント試合を行うための場所の提供に加えて、サムスン電子のような大会スポンサーは、会場周辺のスペースを利用して製品の実演や出店を立ち上げるなど、マーケティングツールとしての役割も担った。さらに、広告主にとってはこのイベントを、テレビを介した従来の広告配信に触れていない可能性のある、若い男性の観客に届けるための良い手段であると考えられている。

## 歴史

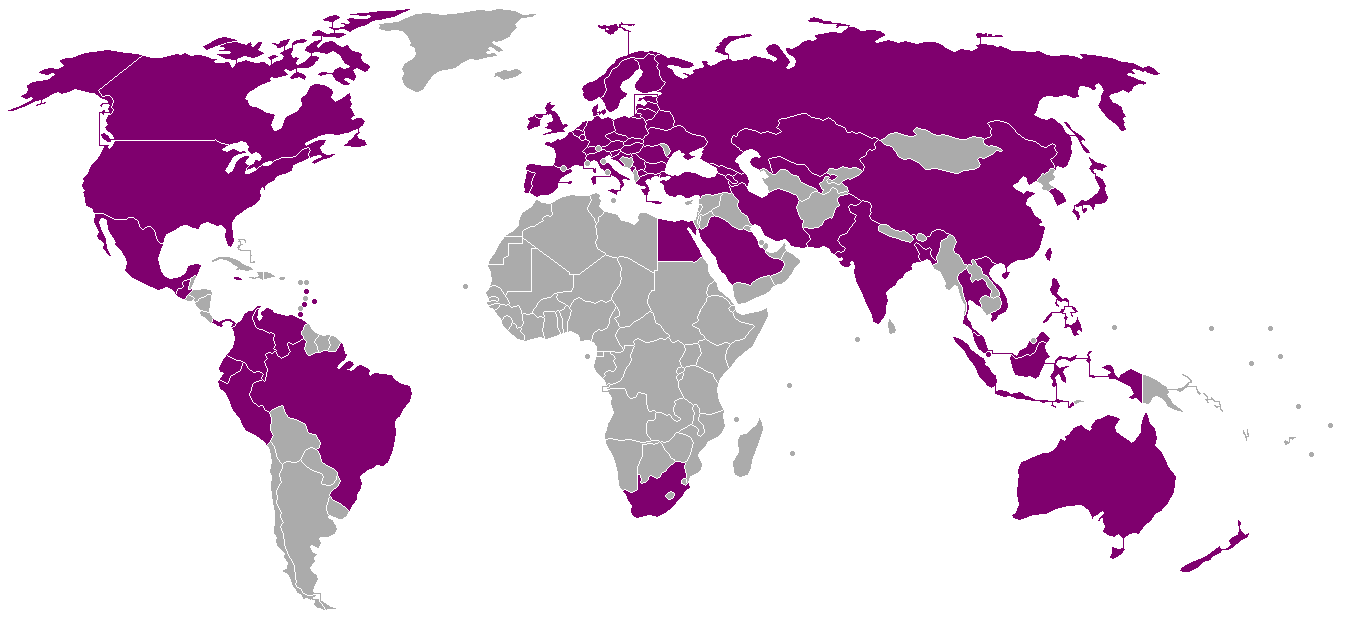
WCGへの参加国

2000年、World Cyber Gamesが結成され、10月7日の開会式とともに、The World Cyber Game Challenge（WCG Challenge）が開催された。このイベントは韓国の文化観光部や情報通信部（ともに現存する文化体育観光部の継承前組織）、サムスン電子が主催した。17カ国のチームが集まり、Quake III ArenaやFIFA 2000、エイジ オブ エンパイアII、StarCraft Brood WarといったPCゲームタイトルでお互いに競い合った。WCG Challengeは、2000年10月15日に終了した。この大会には17カ国から174人が参加し、賞金総額は20,000米ドルであった。
2001年、韓国ソウルにおいて初めてのメインイベントを開催。賞金総額は600,000米ドルであった。各国の決勝大会は3月から9月の間に開催され、メイントーナメントは12月5日から12月9日の間に開催された。38万9000人の選手が予選に参加し、430人のプレーヤーが決勝トーナメントへ進出。合計24カ国からのチームがトーナメントに参加した。
2002年、韓国大田で大規模なイベントを開催。賞金総額は1,300,000米ドルであった。45万人の選手が予選に参加し、最終的に450人が最終のトーナメントに参加した。また、2003年の大会は再びソウルで開催され、2,000,000米ドルというさらに大きな賞金総額となり、XboxのHalo: Combat Evolvedを使用したコンソールベースの競技戦を開催した最初のWCGトーナメントとなった。

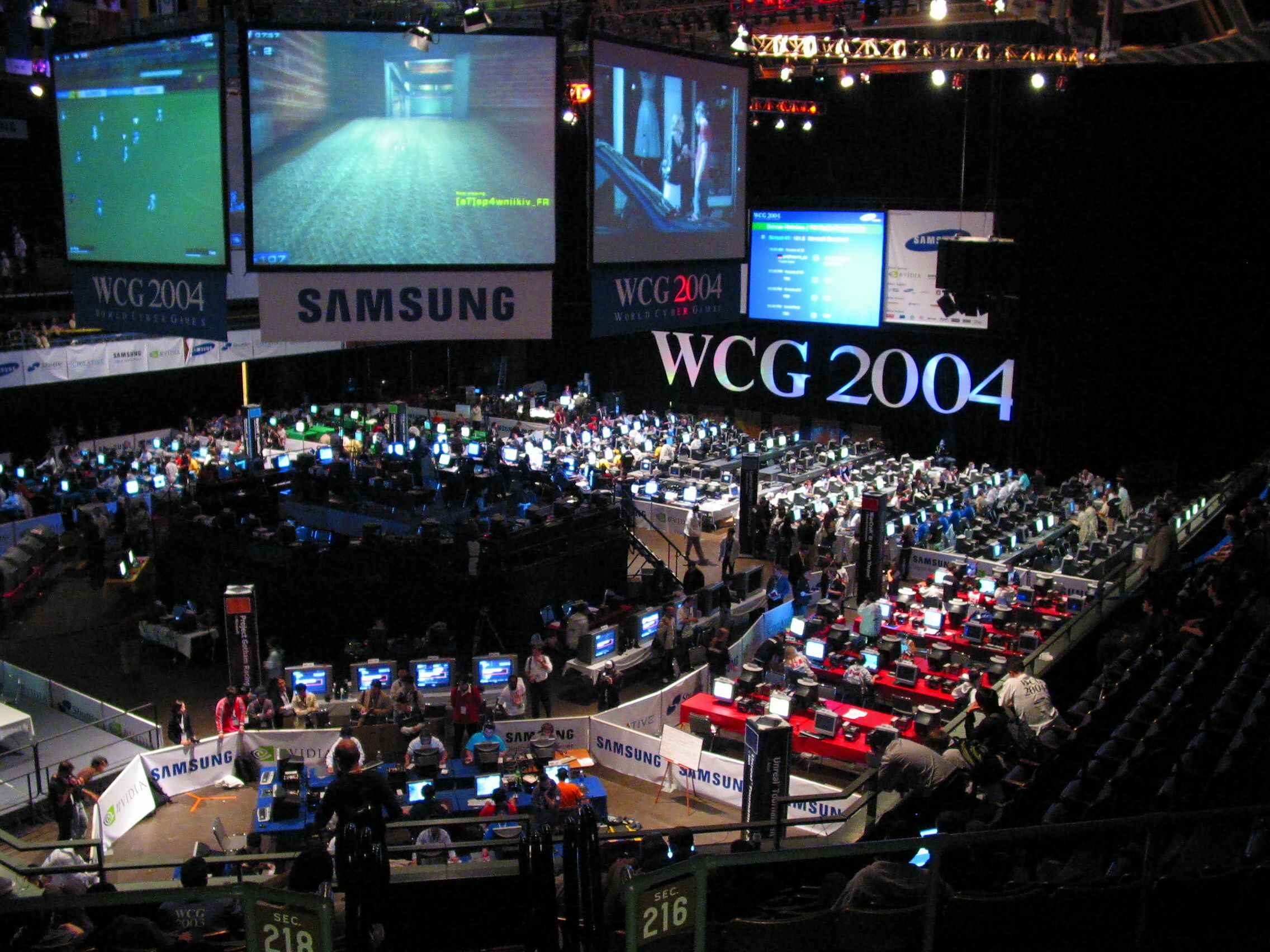
WCG 2004

2004年、WCGはアメリカ合衆国カリフォルニア州サンフランシスコで開催され、初めての韓国以外を開催地とするトーナメントとなった。この大会の賞金総額は2,500,000米ドルであり、642人の選手がグランドファイナルに参加した。その後、トーナメントは2005年にシンガポール、2006年にはイタリアモンツァと世界中の様々な国で開催され、この時期に、マイクロソフトはイベントの主要スポンサーとなり、2008年までのすべてのイベントにソフトウェアとハードウェアを提供していた。さらに、トーナメントで競技されるすべてのゲームタイトルは、Windows PCもしくは、Xboxコンソールのみに基づいていた。
2007年には、アメリカ合衆国ワシントン州シアトルで開催され、賞金総額は4,000,000米ドルであった。2008年、トーナメントはドイツケルンで開催され、アスファルト4:エリートレーシングを含む、モバイルゲームベースのトーナメントを組み入れた最初のWCGトーナメントとなった。2009年、トーナメントは中国成都で開催され、Dungeon & Fighterの特別プロモーションが行われた。トーナメントと並列して、WCGはWCG Ultimate Gamerというリアリティ番組に初登場した。WCG Ultimate Gamerのシーズン2は、2010年8月から10月の間に放送された。
2014年2月、CEOのBrad LeeはWCGの閉鎖を発表した。いくつかの提携パートナーは、CEOと組織との協力が困難であると述べた。
2017年3月、サムスン電子が所有していたWCGの商標を韓国の出版社であるスマイルゲートに移管したと報じられた。スマイルゲートはWCGを「未来の世界トップクラスのデジタルエンターテインメントフェスティバル」として発展させる計画であるとした。
2017年11月7日、World Cyber Games 2018が2018年4月26日から29日までタイバンコクにおいて開催されることが発表された。
2018年2月18日、トーナメント初戦から地域予選を開催し、参加範囲を拡大することを決定。それは近い将来、競技スケジュールを修正する可能性があるということであった。
2018年9月14日、2019年7月18日から21日にかけて、World Cyber Games 2019が中国西安で開催されることが発表された。

## 大会一覧
| 大会名        | 開催日                    | 賞金総額 （米ドル） | 主催地                                              | 選手 | 参加国 | ゲーム名 |
| ------------- | ------------------------- | ------------------- | --------------------------------------------------- | ---- | ------ | --- |
| WCG Challenge | 2000年10月7日 - 10月15日  | $200,000            | 韓国 龍仁（エバーランド）                           | 174  | 17     | - エイジ オブ エンパイアII - FIFA 2000 - Quake III Arena - StarCraft: Brood War - Unreal Tournament |
| WCG 2001      | 2001年12月5日 - 12月9日   | $300,000            | 韓国 ソウル（コエックス）                           | 430  | 37     | - エイジ オブ エンパイアII - カウンターストライク - FIFA 2001 - Quake III Arena - StarCraft: Brood War - Unreal Tournament |
| WCG 2002      | 2002年10月28日 - 11月3日  | $300,000            | 韓国 大田（エキスポ科学公園）                       | 462  | 45     | - 2002 FIFA World Cup - エイジ オブ エンパイアII - カウンターストライク - Quake III Arena - StarCraft: Brood War - Unreal Tournament |
| WCG 2003      | 2003年10月12日 - 10月18日 | $350,000            | 韓国 ソウル（オリンピック公園）                     | 562  | 55     | - エイジ オブ ミソロジー - カウンターストライク - FIFA 2003 - Halo - StarCraft: Brood War - Unreal Tournament 2003 - Warcraft III |
| WCG 2004      | 2004年10月6日 - 10月10日  | $400,000            | アメリカ合衆国 カリフォルニア州サンフランシスコ     | 642  | 63     | - Counter-Strike: Condition Zero - FIFA Football 2004 - Halo - ニード・フォー・スピード アンダーグラウンド - プロジェクトゴッサムレーシング2 - StarCraft: Brood War - Unreal Tournament 2004 - Warcraft III: The Frozen Throne |
| WCG 2005      | 2005年11月16日 - 11月20日 | $435,000            | シンガポール サンテック・シンガポール国際会議展示場 | 679  | 67     | - Counter-Strike: Source - デッド オア アライブ アルティメット - FIFA Football 2005 - Halo 2 - ニード・フォー・スピード アンダーグラウンド2 - StarCraft: Brood War - Warcraft III: The Frozen Throne - Warhammer 40,000: Dawn of War |
| WCG 2006      | 2006年10月18日 - 10月22日 | $462,000            | イタリア モンツァ                                   | 700  | 70     | - Counter-Strike 1.6 - デッド オア アライブ4 - FIFA 06 - ニード・フォー・スピード モスト・ウォンテッド - PGR3 - プロジェクトゴッサムレーシング3 - - Quake 4 - StarCraft: Brood War - Warcraft III: The Frozen Throne - Warhammer 40,000: Winter Assault |
| WCG 2007      | 2007年10月3日 - 10月7日   | $448,000            | アメリカ合衆国 ワシントン州シアトル                 | 700  | 75     | - エイジ オブ エンパイアIII ザ ウォーチーフ（1対1、PC） - Carom3D（1対1、PC） - コマンド&コンカー3：タイベリウム・ウォーズ（1対1、PC） - Counter-Strike 1.6（5対5、PC） - デッド オア アライブ4（1対1、Xbox 360） - FIFA 07（1対1、PC） - Gears of War（4対4、Xbox 360） - ニード・フォー・スピード カーボン（1対1、PC） - PGR3 - プロジェクトゴッサムレーシング3 -（1対1、Xbox 360） - StarCraft: Brood War（1対1、PC） - Tony Hawk's Project 8（1対1、Xbox 360） - Warcraft III: The Frozen Throne（1対1、PC）                                                               |
| WCG 2008      | 2008年11月5日 - 11月9日   | $470,000            | ドイツ ケルン                                       | 800  | 78     | - エイジ オブ エンパイアIII アジアの覇王（1対1、PC） - アスファルト4（1対1、モバイル） - Carom3D（1対1、PC） - コマンド&コンカー3：ケインズ・ラス（1対1、PC） - Counter-Strike 1.6（5対5、PC） - FIFA 08（1対1、PC） - ギターヒーロー3 レジェンド オブ ロック（1対1、Xbox 360） - Halo 3（4対4、Xbox 360） - ニード・フォー・スピード プロストリート（1対1、PC） - PGR4 - プロジェクトゴッサムレーシング4 -（1対1、Xbox 360） - RED STONE（2対2、PC） - StarCraft: Brood War（1対1、PC） - Warcraft III: The Frozen Throne（1対1、PC） - バーチャファイター5（1対1、Xbox 360） |
| WCG 2009      | 2009年11月11日 - 11月15日 | $500,000            | 中国 四川省成都                                     | 600  | 65     | - アスファルト4（1対1、モバイル） - Carom3D（1対1、PC） - Counter-Strike 1.6（5対5、PC） - アラド戦記（PC、特別プロモーション） - FIFA 09（1対1、PC） - ギターヒーロー ワールドツアー（1対1、Xbox 360） - RED STONE（4対4、PC） - StarCraft: Brood War（1対1、PC） - TrackMania Nations Forever（1対1、PC） - バーチャファイター5（1対1、Xbox 360） - Warcraft III: The Frozen Throne（1対1、PC） - Wise Star 2（1対1、モバイル） |
| WCG 2010      | 2010年9月30日 - 10月3日   | $250,000            | アメリカ合衆国 カリフォルニア州ロサンゼルス         | 450  | 58     | - アスファルト5 - Carom 3D - Counter-Strike 1.6 - FIFA 10 - ギターヒーロー5 - Forza Motorsport 3 - League of Legends - Lost Saga - StarCraft: Brood War - 鉄拳6 - TrackMania Nations Forever - Warcraft III: The Frozen Throne |
| WCG 2011      | 2011年12月8日 - 12月11日  | $303,000            | 韓国 釜山                                           | 600  | 60     | - アスファルト6:Adrenaline - Counter-Strike 1.6 - クロスファイア（by Smile Gate） - FIFA 11 - League of Legends - スペシャルフォース（by Dragonfly、Soldier Front in USA） - スタークラフト2 ウィングス・オブ・リバーティー - 鉄拳6 - Warcraft III: The Frozen Throne - World of Warcraft: Cataclysm |
| WCG 2012      | 2012年11月29日 - 12月2日  | $258,000            | 中国 崑山                                           | 500  | 40     | - クロスファイア - Dota 2 - スタークラフト2 ウィングス・オブ・リバーティー - Warcraft III: The Frozen Throne - FIFA 12 - Counter-Strike Online - Defense of the Ancients - QQ Speed - World of Tanks |
| WCG 2013      | 2013年11月28日 - 12月1日  | $306,000            | 中国 崑山                                           | 500  | 38     | - クロスファイア - スーパーストリートファイターIV アーケードエディション Ver.2012 - League of Legends - スタークラフト2 ハート・オブ・ザ・スウォーム - Warcraft III: The Frozen Throne - FIFA 14 - Assault Fire - QQ Speed - World of Tanks |
| WCG 2018      | 2018年4月26日 - 4月29日   | -                   | タイ バンコク                                       | -    | -      | |
| WCG 2019      | 2019年7月18日 - 7月21日   | $612,500            | 中国 西安                                           | 506  | 34     | - クロスファイア - Dota 2 - Honor of Kings - Clash Royale - Warcraft III: The Frozen Throne - ハースストーン |
| WCG 2020      | 2020年9月7日 - 11月8日    | $285,000            | オンライン                                          | 未定 | 未定   | - クロスファイア - Honor of Kings - Warcraft III: Reforged - FIFA ONLINE 4 |
| WCG 2023      | 2023年7月28日 - 7月30日   |                     | 釜山                                                |      |        | |
| WCG 2024      | 2024年8月31日 - 9月1日    |                     | ジャカルタ                                          |      |        | |

## 日本のメダリスト
WCGにおける日本代表が獲得したメダルの受賞者一覧。
- 個人
  - HALEN - 2002年、エイジ・オブ・エンパイアII 個人金メダル
  - 活忍犬 - 2005年、デッド オア アライブ アルティメット 個人金メダル
  - 板橋ザンギエフ - 2008年、バーチャファイター5 個人金メダル
  - ふ～ど
    - 2009年、バーチャファイター5 個人金メダル
    - 2013年、スーパーストリートファイターIV 個人金メダル

  - CLAY - 2009年、アラド戦記 個人銀メダル
  - AO(ALI) - 2010年、鉄拳6 個人銀メダル
  - honnda - 2010年、鉄拳6 個人銅メダル
  - ノビ - 2011年、鉄拳6 個人金メダル

- 団体
  - 2001年エイジ・オブ・エンパイアII日本代表（HALEN、zyatou、toshi_Don） 団体銀メダル
  - HappysweetsB（2008年RED STONE日本代表：ポッキー、ちょこばなな） 団体銀メダル
  - HappysweetsA（2008年RED STONE日本代表：ぷりん、ストロベリー） 団体銅メダル
  - HAPPY_SWEETS（2009年RED STONE日本代表） 団体銀メダル

また、メダリストではないが kikuji（2003年、Unreal Tournament 2003）は最年少出場記録（当時11歳）を保持している。